# Большие Удолы
Большие Удолы — деревня в Вязниковском районе Владимирской области России, входит в состав муниципального образования «Город Вязники».

## География
Деревня расположена на берегу Удольского озера в пойме реки Клязьма в 10 км на северо-восток от райцентра Вязники.

## История
В конце XIX — начале XX века деревня входила в состав Рыловской волости Вязниковского уезда, с 1926 года — в составе Вязниковской волости. В 1859 году в деревне числилось 30 дворов, в 1905 году — 52 двора, в 1926 году — 63 двора.
С 1929 года деревня входила в состав Мало-Удольского сельсовета Вязниковского района, с 2005 года — в составе муниципального образования «Город Вязники».

## Население
| 1859 | 1905 | 1926 | 2002 | 2010 | 2021 |
| ---- | ---- | ---- | ---- | ---- | ---- |
| 325  | ↘322 | ↗339 | ↘31  | ↘28  | ↘24  |